# Koziński II

Koziński II v. Kosiński – własny

## Opis herbu
Tarcza w czworo podzielona w 1. i 4. części w polu czerwonym dwa czarne trójkąty położone jeden na drugim tak, że tworzą znak o sześciu kątach w 2. części herb zwykły Zagłoba w 3. części herb Rawicz w polu złotym.
Na tarczy czterodzielnej, w polach I i IV czerwonych dwa czarne trójkąty, w polu drugim złotym srebrna podkowa, ocelami na dół, w jej środku bułat do góry, w polu trzecim złotym panna ukoronowana z włosami rozpuszczonymi, na czarnym niedźwiedziu, w czerwonej sukni; w koronie nad hełmem pięć piór strusich.

## Najwcześniejsze wzmianki
(wzmianka o herbie występuje w Przewodniku heraldycznym Adama Amilkara Kosińskiego)

## Herbowni
Kosiński